# Sázava
Sázava (německy Sasau) je řeka v kraji Vysočina a ve Středočeském kraji v České republice. U Najdeku a Šlakhamrů tvoří Sázava nepatrnou část historické zemské hranice Čech a Moravy. Odvodňuje část Českomoravské vrchoviny a severní oblast Středočeské pahorkatiny. Vodáci a trampové ji často nazývají Zlatá řeka. Neoficiální jméno nesouvisí s dolováním zlata v Jílovém, ale s nazlátlou barvou vody, způsobenou odnosem jílovité půdy, kterou je zvlášť dobře vidět na soutoku s Vltavou. Celková délka řeky činí 225,9 km, z toho je 208,3 km (za dostatečného vodního stavu) sjízdných na sportovní lodi. Plocha povodí měří 4350,3 km².
Jméno je zmíněno k roku 1045 (flumen Zazoa), dle jedné teorie je odvozeno hydronymickou příponou –va od slovesného základu sáz(a)-. Znamená řeku „sázavou“, tedy usazující kaly, přinášející hojné nánosy. Dle jiné teorie je název řeky odvozen od keltského sath-ava a znamená řeka tekoucí mezi borovými lesy . Podle řeky se jmenuje klášter a město v okrese Benešov a obec v okrese Žďár nad Sázavou.

## Průběh toku
Pramení na Moravě jako Stružný potok zhruba 1 km severozápadně od Šindelného vrchu v nadmořské výšce 757 m na severozápadě katastru obce Cikháj. Tento potok spolu s dalšími menšími toky napájí rybník Velké Dářko. Od výtoku z Velkého Dářka je již říčka nazývána Sázavou. O její pramen se v minulosti vedly spory, neboť zdrojnice odtékající z Velkého Dářka, dnes označovaná jako Sázava, se původně jmenovala Polná a naopak současný Stržský potok je v kronikách uváděn jako Sázava, což má i své hydrologické opodstatnění ve větší ploše povodí i větším průměrném průtoku v místě soutoku obou zdrojnic.
Mezi Žďárem nad Sázavou (říční kilometr 208) a Přibyslaví (ř. km 184) řeka protéká údolím s velkým spádem a peřejemi. Za Přibyslaví se údolí otvírá a řeka meandruje k Havlíčkovu Brodu (ř. km 163). Tento charakter má až pod město Světlá nad Sázavou (ř. km 144). Zde se údolí řeky svírá a tvoří nejkrásnější část – peřeje Stvořidla (od ř. km 139, délka cca 5 km). Po několika kilometrech řeka přechází do středního toku, který je mírný, s četnými jezy a téměř bez proudu, vhodný pro nenáročné rekreační vodáctví. Tento úsek je dlouhý přes 100 kilometrů.
Charakter řeky se opět mění až pod Týncem nad Sázavou (ř. km 19) u Krhanic (ř. km 15). Tok se zařezává do hlubokého údolí se strmými stráněmi, kde v kamenném řečišti vytváří četné peřeje. Zde pod Medníkem se nachází několik známých trampských osad (např. Toronto). Po průtoku Pikovicemi (ř. km 3,5) se řeka opět uklidní, až se proud zcela zastaví ve vzdutí Vranské přehrady. V ní se Sázava u Davle vlévá zprava do Vltavy jako jeden z jejích největších přítoků.

### Povodí a větší přítoky

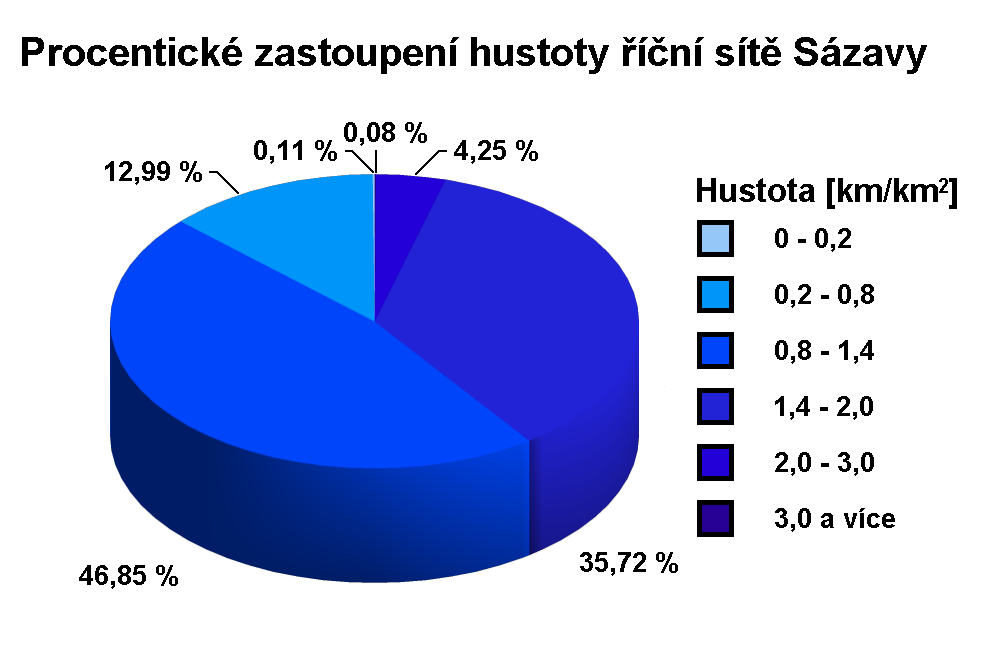
Hustota říční sítě

Povodí Sázavy je asymetrické, delší a větší přítoky má zleva. Zahrnuje jihovýchod Středočeského kraje, severozápad kraje Vysočina a severovýchodní okraj kraje Jihočeského.
Největším přítokem Sázavy podle délky toku, plochy povodí a vodnosti je řeka Želivka. Průměrná hustota říční sítě činí 1,29 km/km². Celkově se v povodí Sázavy nachází 4890 vodních toků v délce do jednoho kilometru a 1369 vodních toků v délce 1 až 10 km. Vodotečí dlouhých 10 až 20 km je v povodí celkem třicet tři. Potoků o délce mezi 20 až 40 km je celkem čtrnáct. V povodí Sázavy se nalézá pouze jeden vodní tok o délce 40 až 60 km. Je jím řeka Trnava, dlouhá 56,3 km. Vodní toky delší než 60 kilometrů jsou v povodí jen tři: kromě samotné Sázavy jsou to ještě řeky Želivka a Blanice.
- Stržský potok (11,8 km), zleva, ř. km 211,6
- Staviště (11,2 km), zleva, ř. km 209,8
- Poděšínský potok (13,6 km), zleva, ř. km 192,1
- Losenický potok (16,6 km), zprava, ř. km 187,5
- Doberský potok (6,4 km), zprava, ř. km 181,7
- Borovský potok (17,9 km), zprava, ř. km 177,6
- Simtanský potok (6,1 km), zprava, ř. km 172,4
- Břevnický potok (18,5 km), zprava, ř. km 166,6
- Šlapanka (39,0 km), zleva, ř. km 164,4
- Žabinec (16,6 km), zleva, ř. km 162,6
- Úsobský potok (20,7 km), zleva, ř. km 156,9
- Perlový potok (23,1 km), zleva, ř. km 153,3
- Lučický potok (14,5 km), zprava, ř. km 152,0
- Křivoláčský potok (9,6 km), zleva, ř. km 151,0
- Ředkovský potok (6,3 km), zleva, ř. km 149,9
- Sázavka (32,2 km), zprava, ř. km 144,8
- Závidkovický potok (4,7 km), zleva, ř. km 144,2
- Žebrákovský potok (10,5 km), zprava, ř. km 142,5
- Pstružný potok (18,8 km), zleva, ř. km 141,1
- Olešenský potok (13,2 km), zprava, ř. km 129,1
- Jestřebnice (9,9 km), zprava, ř. km 123,9
- Ostrovský potok (17,8 km), zprava, ř. km 105,0
- Želivka (103,9 km), zleva, ř. km 98,8
- Štěpánovský potok (18,7 km), zleva, ř. km 95,6
- Čestínský potok (11,5 km), zprava, ř. km 88,6
- Losinský potok (14,3 km), zprava, ř. km 86,4
- (Vlašimská) Blanice (66,0 km), zleva, ř. km 78,6
- Křešický potok (18,2 km), zleva, ř. km 71,9
- Nučický potok (nazývaný též Vlkančický potok, 16,3 km), zprava, ř. km 49,1
- Jevanský potok (20,9 km), zprava, ř. km 48,7
- Vodslivský potok (6,8 km), zleva, ř. km 46,5
- Vejborka (3,9 km), zprava, ř.km 42,0
- Mnichovka (13,2 km), zprava, ř. km 37,6
- Benešovský potok (17,8 km), zleva, ř. km 32,3
- Konopišťský potok (33,0 km), zleva, ř. km 31,3
- Mokřanský potok (11,3 km), zprava, ř. km 27,2
- Kamenický potok (nazývaný též Čakovický potok, 11,7 km), zprava, ř. km 22,5
- Janovický potok (28,1 km), zleva, ř. km 19,2
- Chotouňský potok (7,9 km), zprava, ř. km 9,7

## Vodní režim
Sázava patří mezi toky vrchovinno-nížinné oblasti. V zimním a jarním období odteče nad 60% celoročního odtoku. Maxim dosahuje od února do dubna, což je způsobeno táním sněhu na Českomoravské vrchovině. Minimální průtoky má v letních a podzimních měsících. V červnu až srpnu mohou hladinu zvýšit přívalové srážky.
Průměrný průtok u ústí činí 25,2 m³/s. Ten je ochuzen o odběr pitné vody pro Prahu z povodí Želivky (průměrně 2,5 m³/s).
Průměrné měsíční průtoky Sázavy ve stanici Nespeky v roce 2014:
Hlásné profily:
| místo              | říční km | plocha povodí | průměrný průtok (Qa) | stoletá voda (Q100) | poznámky                |
| ------------------ | -------- | ------------- | -------------------- | ------------------- | ----------------------- |
| Polnička           | 214,90   | 28,31 km²     | 0,33 m³/s            | 20,0 m³/s           | –                       |
| Žďár nad Sázavou   | 207,45   | 100,20 km²    | 1,01 m³/s            | 52,6 m³/s           | –                       |
| Sázava             | 197,85   | 131,88 km²    | 1,24 m³/s            | 65,0 m³/s           | –                       |
| Havlíčkův Brod     | 166,90   | 381,29 km²    | 3,38 m³/s            | 139,0 m³/s          | –                       |
| Chlístov           | 157,50   | 794,87 km²    | 5,40 m³/s            | 230,0 m³/s          | –                       |
| Světlá nad Sázavou | 144,10   | 1142,12 km²   | 7,32 m³/s            | 292,0 m³/s          | –                       |
| Zruč nad Sázavou   | 105,20   | 1420,68 km²   | 9,35 m³/s            | 336,0 m³/s          | –                       |
| Kácov              | 87,20    | 2814,42 km²   | 14,20 m³/s           | 552,0 m³/s          | průtok – vliv VD Švihov |
| Český Šternberk    | 75,45    | 3431,74 km²   | 20,90 m³/s           | 597,0 m³/s          | není aktualizováno      |
| Nespeky            | 27,15    | 4038,65 km²   | 19,40 m³/s           | 702,0 m³/s          | průtok – vliv VD Švihov |

## Využití

### Vodáctví
Sázava je vodáky tradičně velmi oblíbenou a frekventovanou řekou. Ty, kteří vyhledávají divokou vodu, přitahují za zvýšeného vodního stavu zejména Stvořidla a peřeje na dolním toku v úseku Týnec–Pikovice. V letním období jsou ale Stvořidla splavná spíše výjimečně. Úsek pod Týncem bývá sjízdný po většinu roku, ovšem největší sucha s nedostatkem vody bývají obvykle právě v nejatraktivnějším období letních prázdnin. Na středním a dolním toku je vybudována vodácká infrastruktura. Je zde velká hustota vodáckých kempů, tábořišť a občerstvení a působí zde několik půjčoven vodáckého vybavení.
Nejspodnější úsek Sázavy je jediný po většinu roku sjízdný a peřejnatý říční úsek blízko Prahy; díky tomu se zde již od pozdního jara o víkendech vyskytuje velký počet, za hezkého počasí až přetlak vodáků. V létě je hojně navštěvovaný celý střední a dolní tok, nejčastěji od Horky nad Sázavou (nad Horkou je větší množství nesjízdných jezů a většinou i nedostatek vody). Lákadly Sázavy jsou malebné lesnaté a skalnaté údolí, občas mírné peřeje a řada sjízdných jezů. Přímo na řece se nachází i mnoho historicky a turisticky zajímavých míst, např. Světlá nad Sázavou (zámek), Sluneční zátoka u Vilémovic, Ledeč nad Sázavou (hrad), Český Šternberk, město Sázava (klášter, rodný dům Jiřího Voskovce), plovárna a přívoz Senohraby pod zříceninou Zlenice, zřícenina Zbořený Kostelec, město Týnec nad Sázavou a další.

#### Nebezpečné jezy na Sázavě
Sázava je typická velkým počtem jezů. Ty jsou sice vesměs vybaveny sportovní nebo vorovou propustí (někdy však zavřenou), a pokud jsou šikmé, jsou často potenciálně sjízdné i po koruně (přes hranu), přesto je potřeba zachovávat základní opatrnost a každý jez předem prohlédnout. V propustech je někdy vysoký skok a na konci velká vlna. Některé jezy mají v podjezí kameny nebo jsou provalené či jinak poškozené. V létě je mnoho sázavských jezů často nesjízdných pro nedostatek vody; tehdy po nich ale lze lodě obvykle spouštět bez nutnosti obnášení. Při vyšším stavu a rychlejším proudu naopak hrozí minutí propusti a vtažení na korunu, případně zalití lodi ve vodním válci pod jezem.
Následuje výběr nejnebezpečnějších jezů na střední a dolní Sázavě (nebezpečný ale může být každý jez):
| název jezu          | říční km | výška jezu | délka jezu | poznámky | fotografie |
| ------------------- | -------- | ---------- | ---------- | --- | ---------- |
| Horka               | 108,65   | 2,1 m      | 53 m       | Nebezpečný parabolický jez, potenciálně sjízdný pouze úzkou propustí vpravo, se skokem na začátku                                                   |            |
| Český Šternberk     | 75,50    | 2,9 m      | 68 m       | Nejnebezpečnější jez na Sázavě: úzká propusť uprostřed vysokého parabolického jezu, za vyšší vody velké riziko netrefení propusti a stržení do jezu |            |
| Sázava – Černé Budy | 54,65    | 1,5 m      | 90 m       | Nebezpečný parabolický jez, sjízdný pouze propustí vlevo                                                                                            |            |
| Krhanice – Kaňov    | 16,20    | 2,1 m      | 51 m       | Velmi nebezpečný jez: propusť uprostřed kolmého jezu za vyššího stavu velký válec v podjezí (obtížné prohlížení)                                    |            |

### Lodní doprava

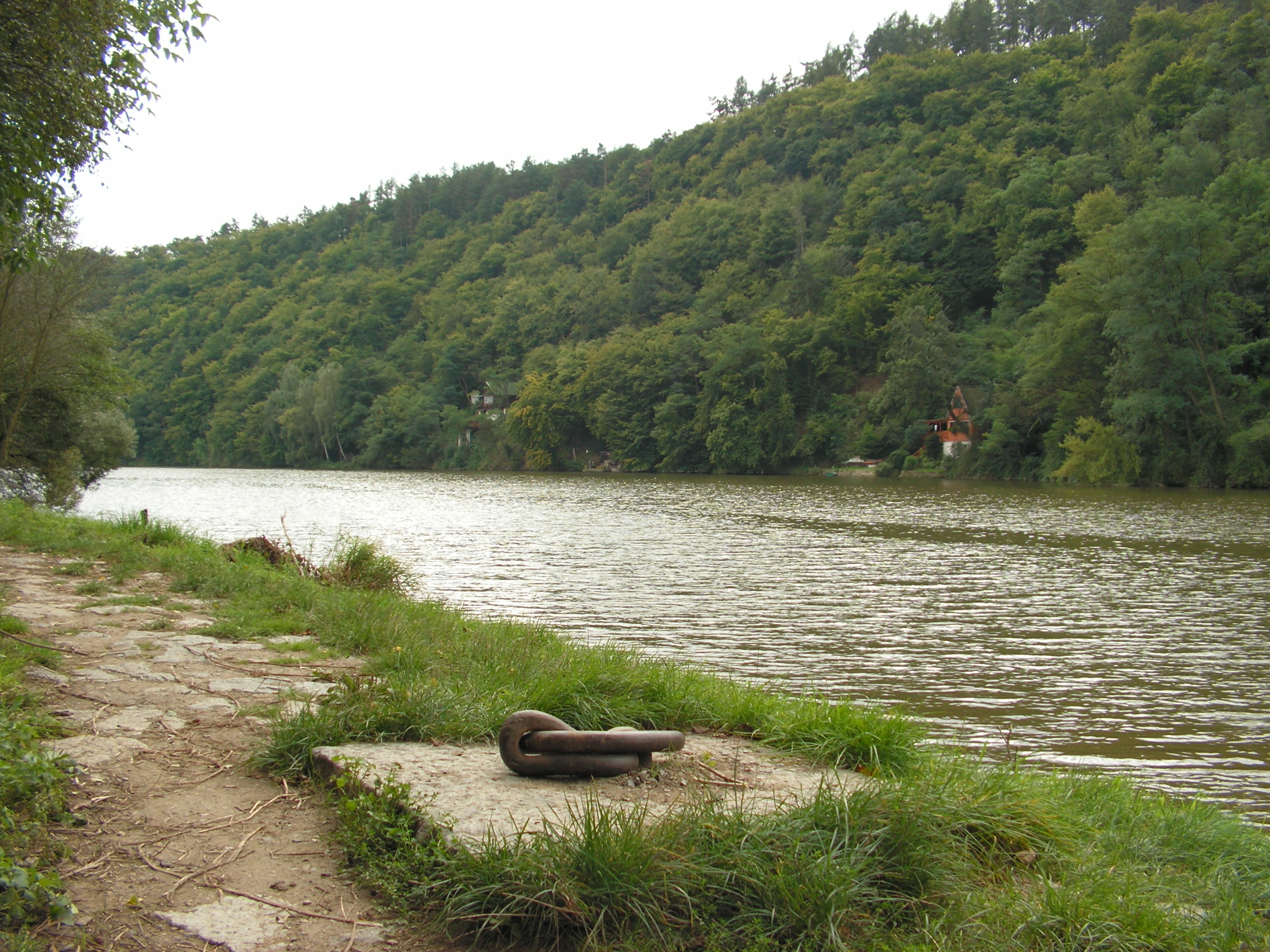
Vázací kruh na pravém břehu Sázavy v Davli

#### Historie
Výstavbou přehrady ve Vraném nad Vltavou (1930–1936), jejíž napouštění započalo v listopadu roku 1935, se vzdula hladina Sázavy až po dolní konec ostrova v Pikovicích. Na konci 30. let 20. století zde existovala pravidelná osobní vodní doprava, kterou provozovala Pražská paroplavební společnost. V přístavišti v Pikovicích bylo tak možno zahlédnout například motorovou loď Sázavu vyrobenou v Německu v berlínské loděnici Anker v roce 1928, jejíž kapacita činila 100 osob.

#### Současnost
V červnu roku 2018 bylo možno na Sázavě spatřit motorovou loď Odru, jejíž předem připravená plavba měla ověřit splavnost řeky do Pikovic. Plavba proběhla hladce.
Dolní tok Sázavy od Pikovic (říční km 2,50) po ústí v Davli (říční km 0,00) patří mezi vodní cesty účelové.
Viz též Přívozy na Sázavě.

### Mlýny
Mlýny jsou seřazeny po směru toku řeky.
- Brdíčkův mlýn – Najdek na Moravě, Hamry nad Sázavou, okres Žďár nad Sázavou
- Budčický mlýn –  Budčice čp. 9, okres Kutná Hora, kulturní památka
- Mlýn Buda – Horka nad Sázavou čp. 10, okres Kutná Hora, kulturní památka
- Vodní mlýn Sázavského kláštera – Sázava, okres Benešov, kulturní památka

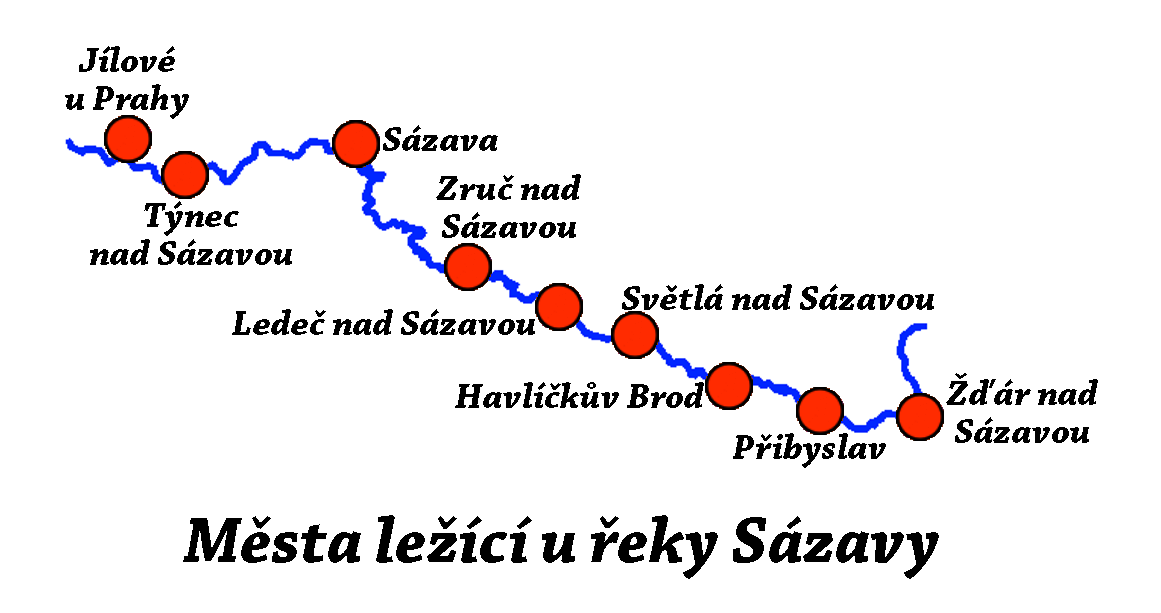
Města ležící u řeky Sázavy

## Města ležící na řece
- Žďár nad Sázavou
- Přibyslav
- Havlíčkův Brod
- Světlá nad Sázavou
- Ledeč nad Sázavou
- Zruč nad Sázavou
- Sázava
- Týnec nad Sázavou

## Fotogalerie

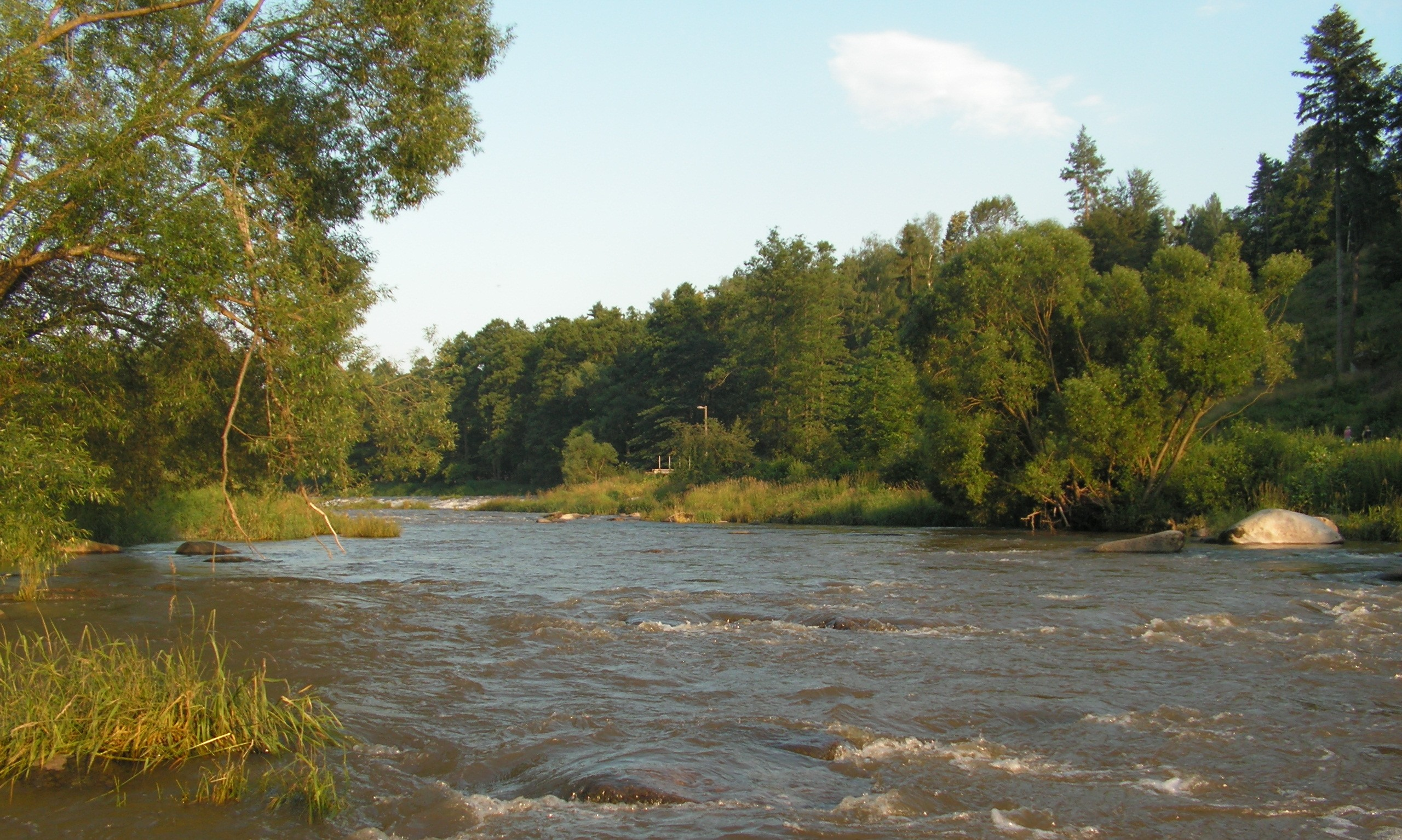
Sázava pod jezem ve Smrčné
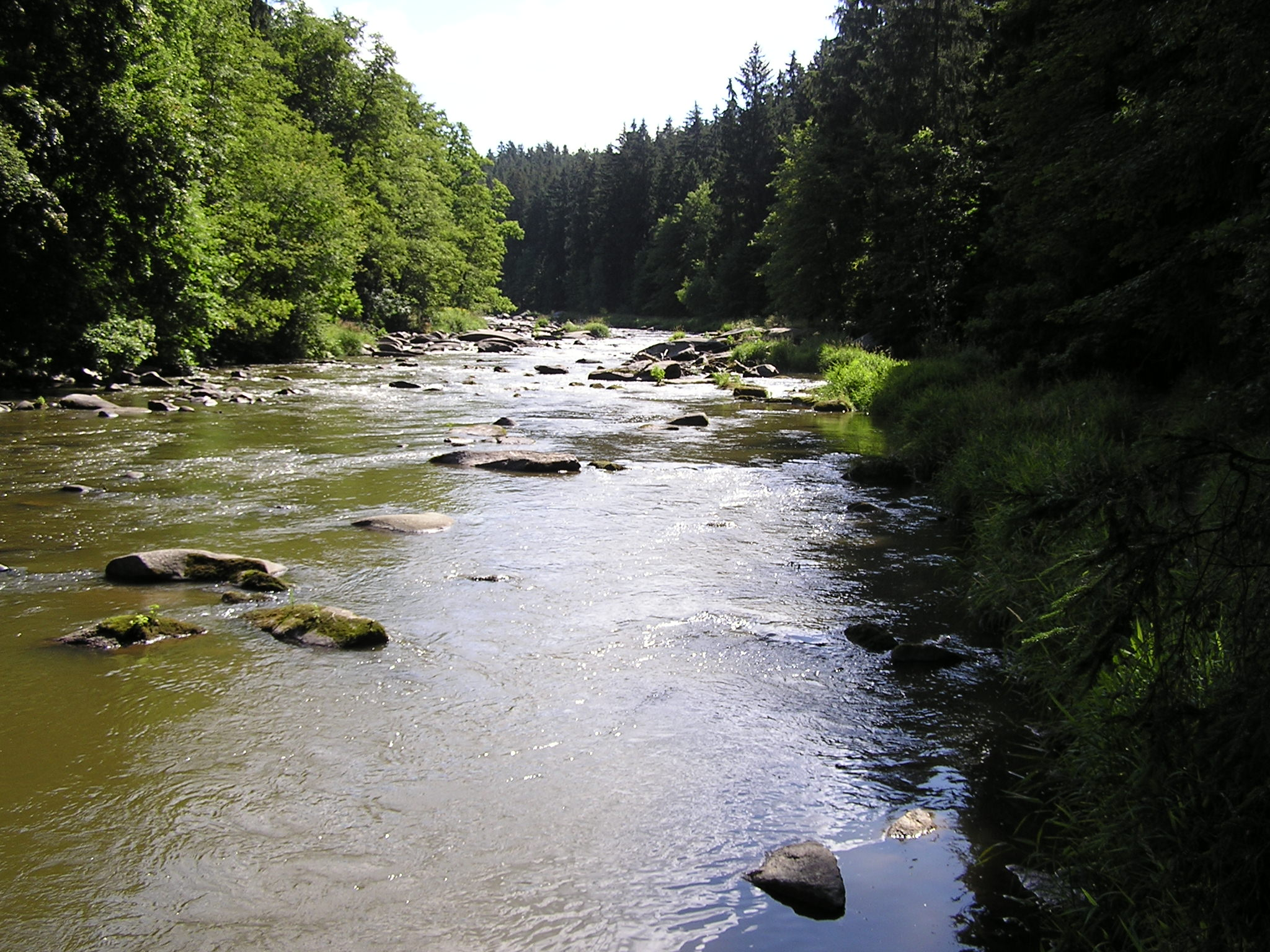
Stvořidla
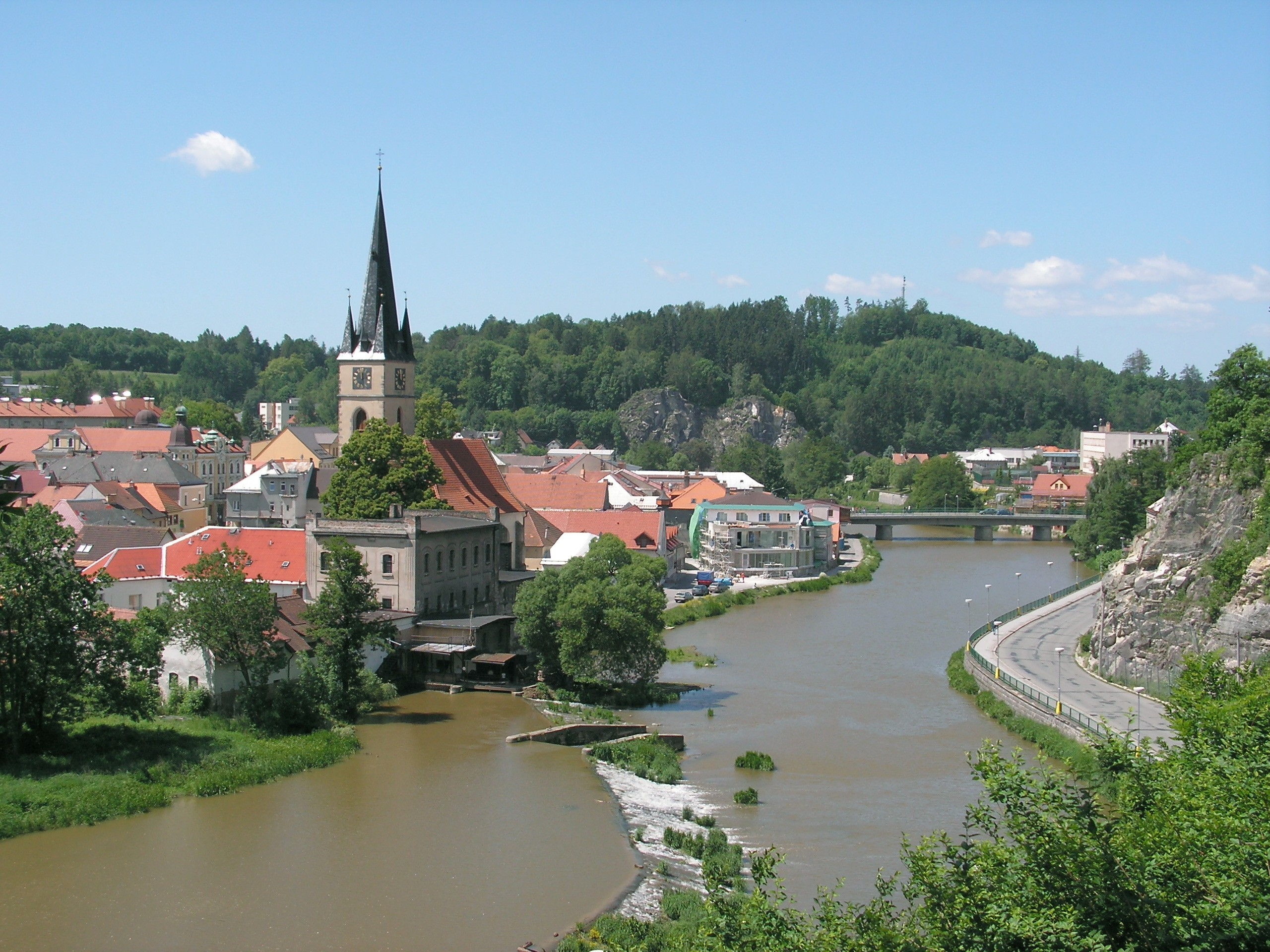
Ledeč nad Sázavou
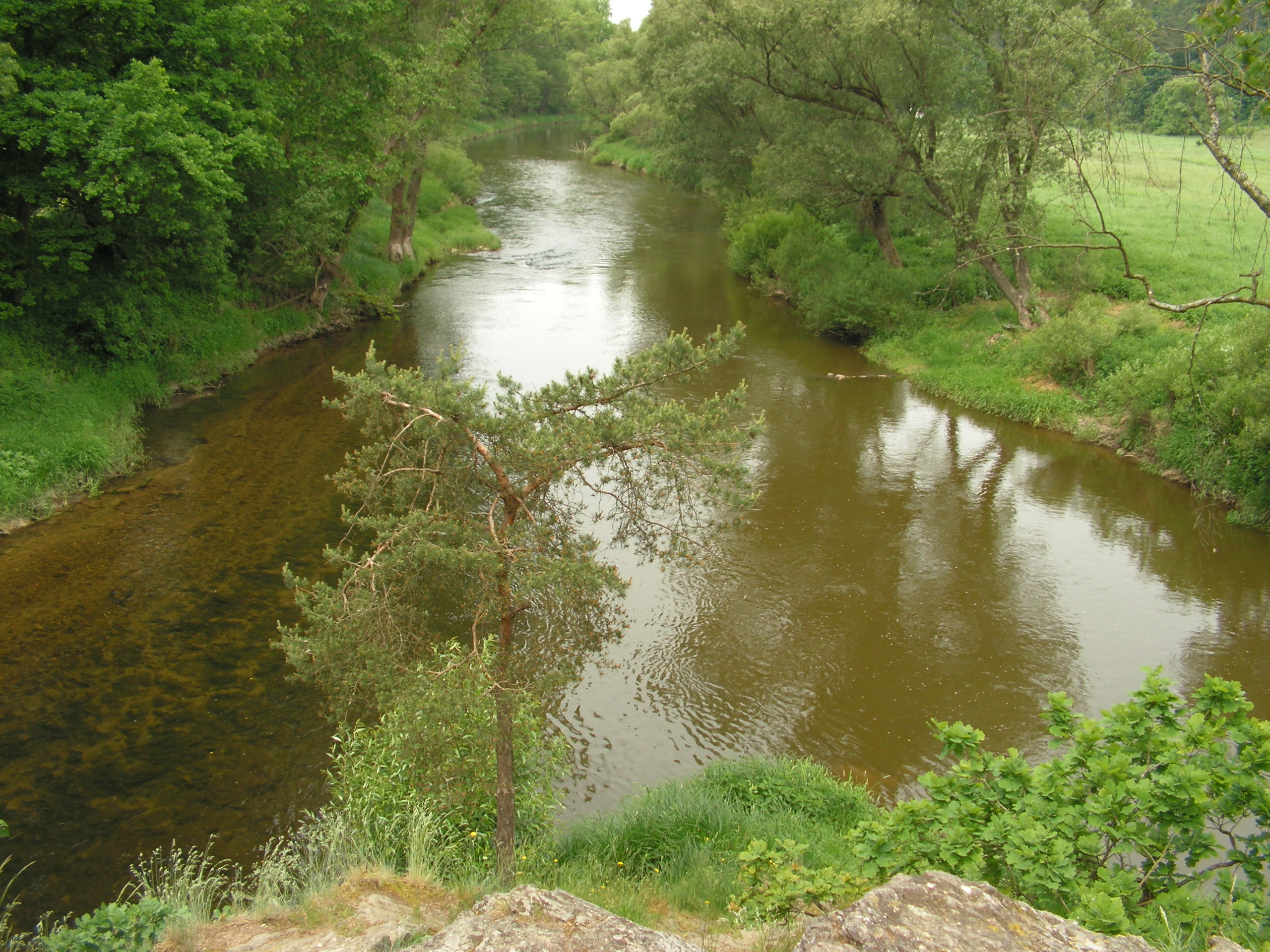
Soutok Želivky a Sázavy nedaleko Soutic
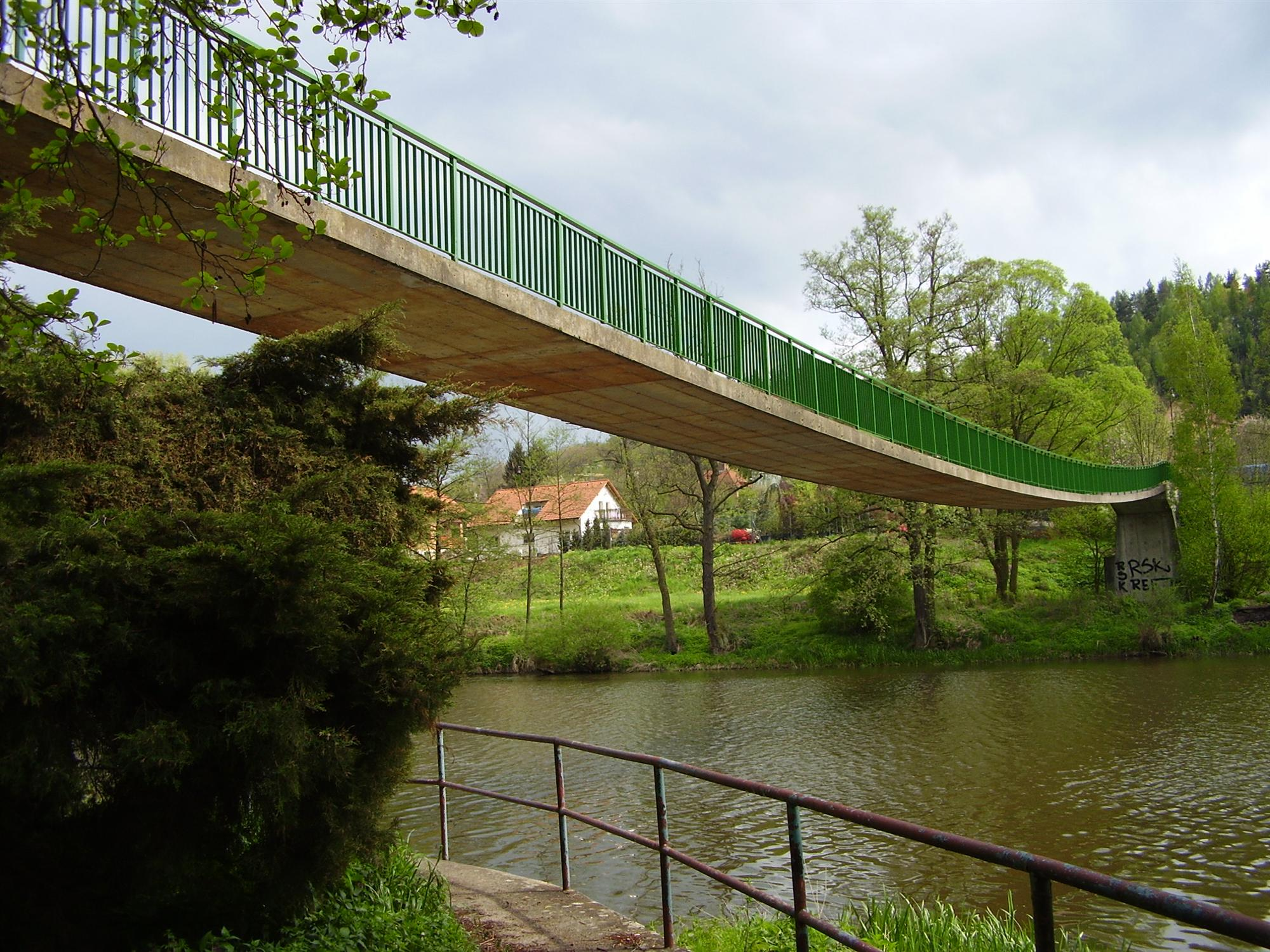
Lávka přes Sázavu v Hvězdonicích
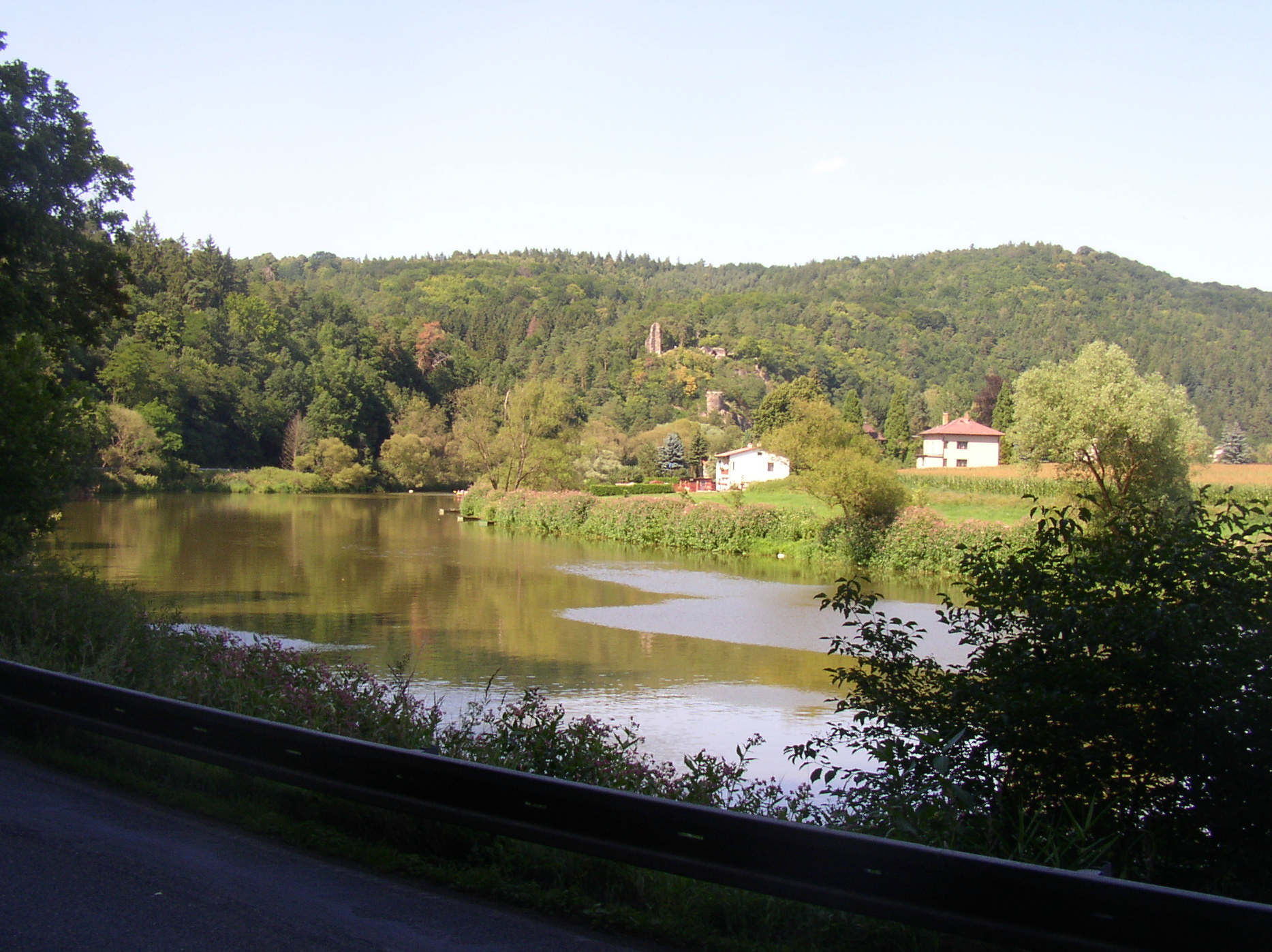
Sázava u zříceniny hradu Zbořený Kostelec
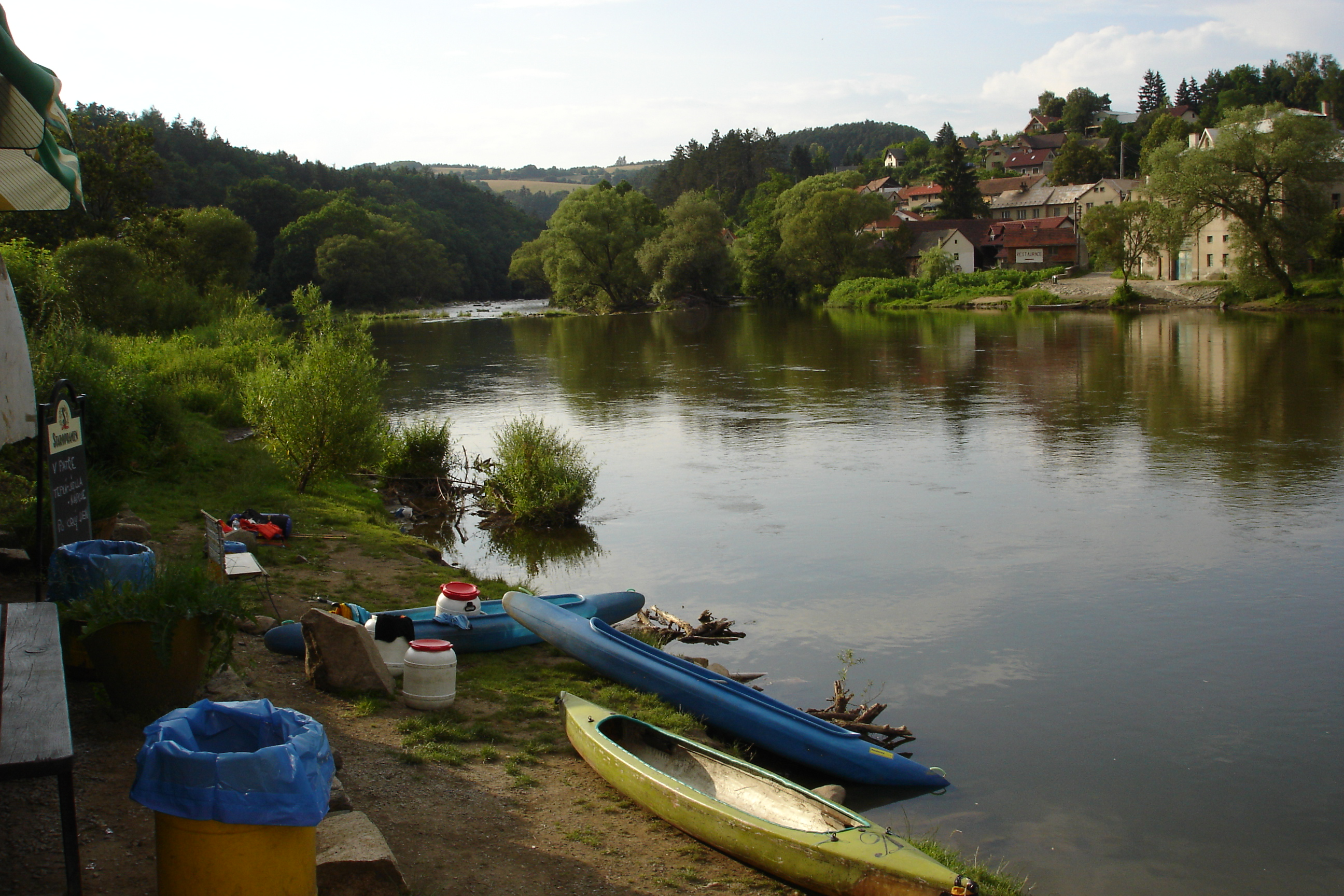
Kamenný Přívoz
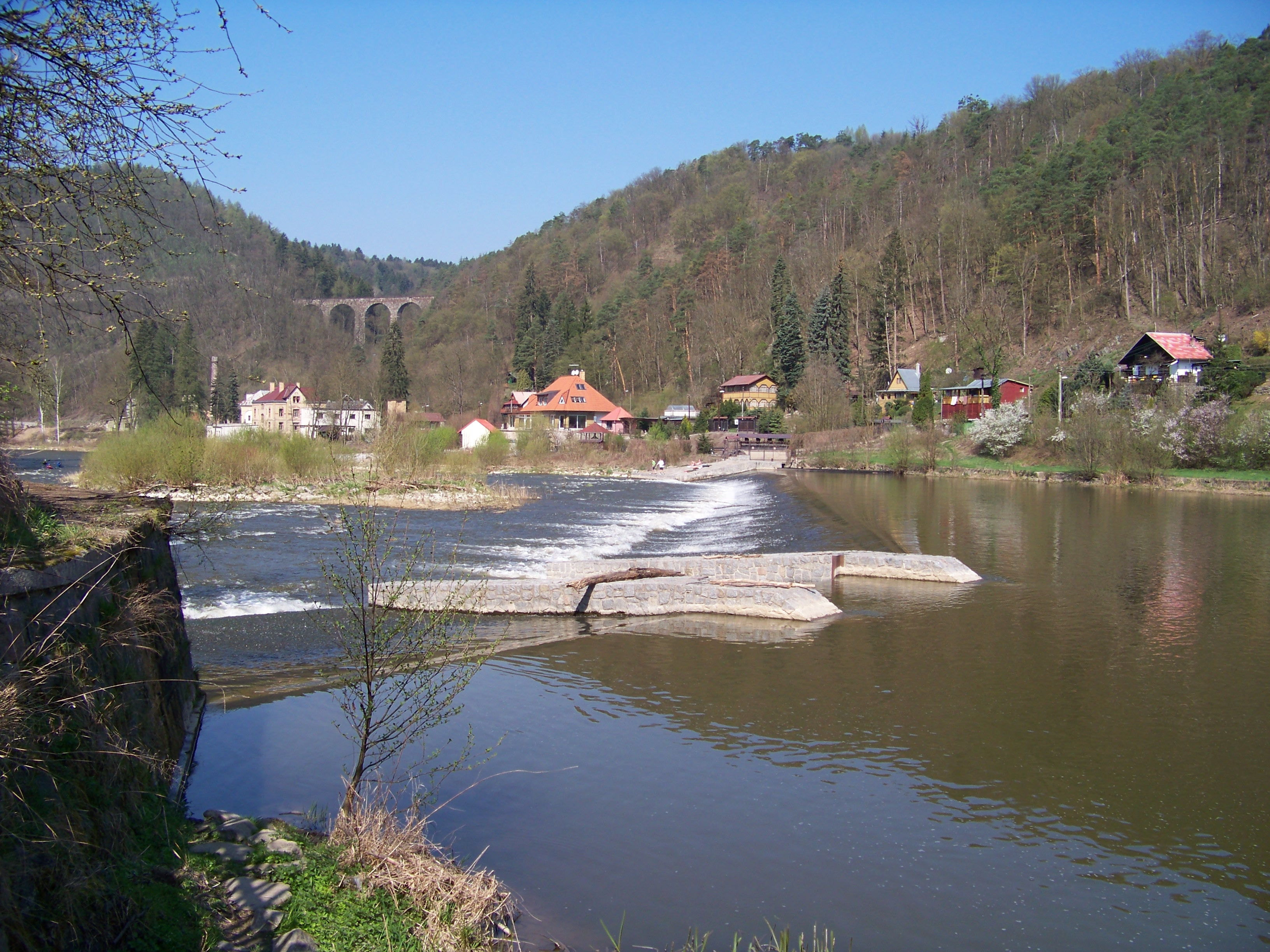
Žampašský jez a viadukt
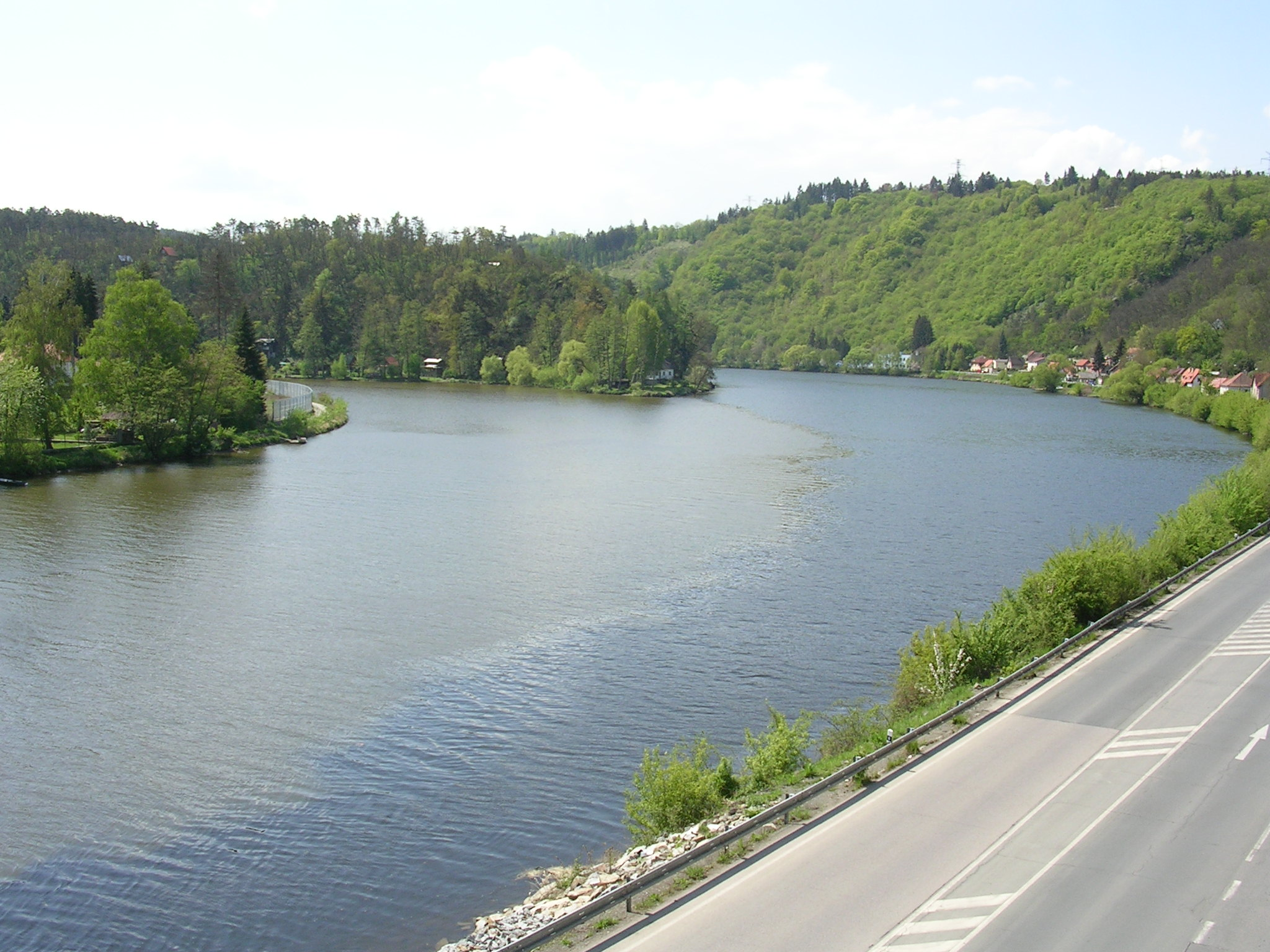
Soutok Sázavy a Vltavy v Davli
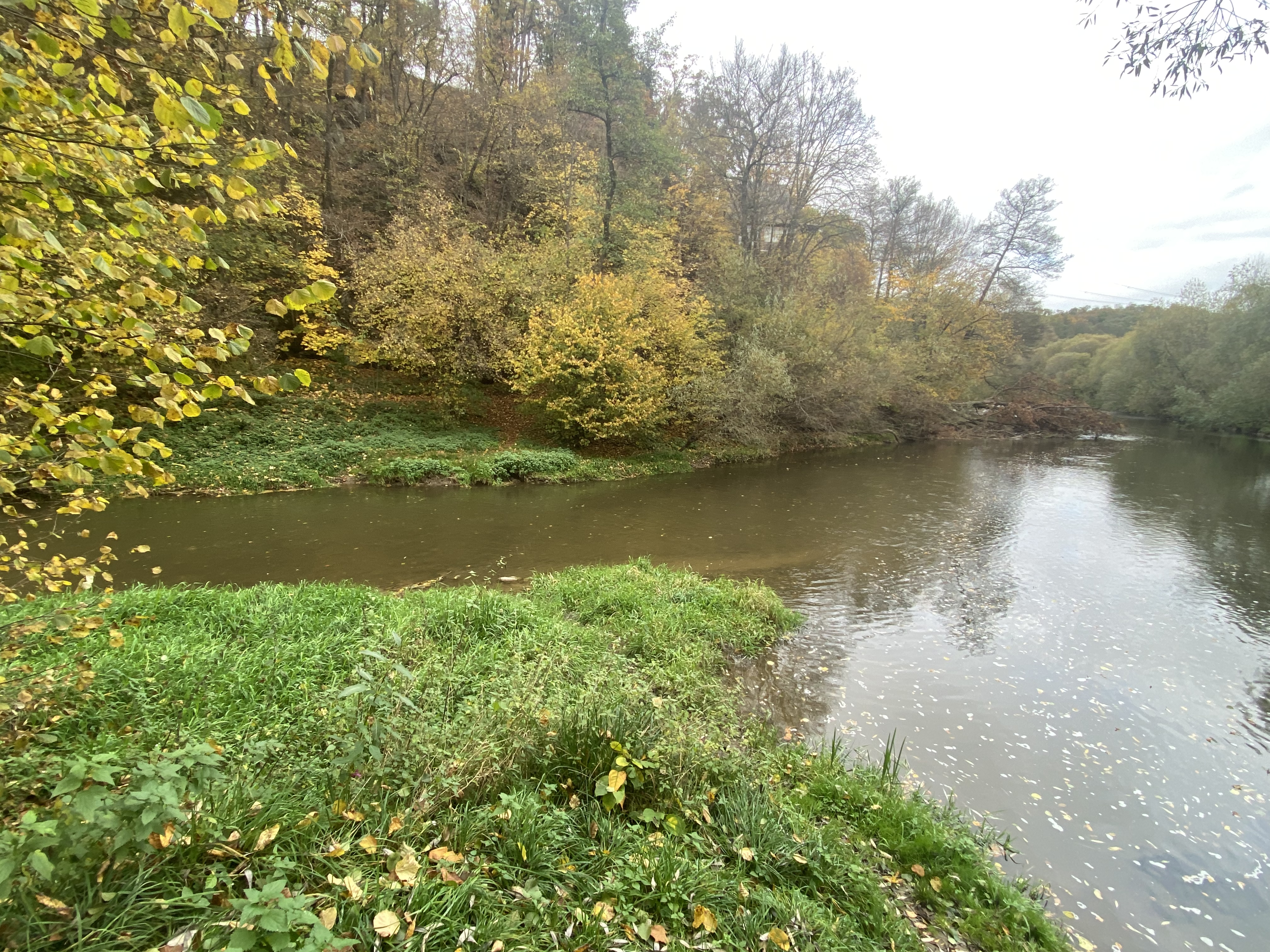
Soutok Blanice a Sázavy u Soběšína